# Bourgon
Bourgon település Franciaországban, Mayenne megyében. Lakosainak száma 618 fő (2022. január 1.). Bourgon La Chapelle-Erbrée, Saint-M’Hervé, Le Bourgneuf-la-Forêt, La Croixille, Launay-Villiers és Saint-Pierre-la-Cour községekkel határos.

## Népesség
A település népességének változása:
| Lakosok száma | 722  | 625  | 582  | 608  | 640  | 655  | 640  | 630  | 628  | 618  |
|               | 1968 | 1982 | 1990 | 2006 | 2013 | 2015 | 2017 | 2019 | 2020 | 2022 |